# 苦竹坪乡
苦竹坪乡，是中华人民共和国湖南省张家界市桑植县下辖的一个乡镇级行政单位。

## 行政区划
苦竹坪乡下辖以下地区：
陈家亚村、银市坪村、金子山村、卡峪村、市龙坪村、张家湾村、苦竹坪村、农科站村、苗儿庄村、狮子坪村和古罗界村。